# Lillesjön (Skogsbygdens socken, Västergötland)
Lillesjön är en sjö i Vårgårda kommun i Västergötland och ingår i Göta älvs huvudavrinningsområde.